# Манастир Свете Варваре на Рељиној Градини
Манастир Св. Варваре на Рељиној Градини је грађевина која је саграђена 1526. године. С обзиром да представља значајну историјску грађевину, проглашена је непокретним културним добром Републике Србије. Налази се у Лукоцреву, под заштитом је Завода за заштиту споменика културе Краљево.

## Историја
Манастир Св. Варваре на Рељиној Градини, којег чине остаци средњовековне цркве и манастирских грађевина, је смештен на врху брега који се уздиже изнад десне обале реке Рашка, на вештачки обликованој заравни брда Шанац. Са јужне стране је засечен где подзид чини уједно и јужну границу манастира. Остаци цркве археолошки су истраживани 1987—1988, 1994, а истраживање остатака манастирских грађевина су обављена у периоду од 2004—2006. Црква је подигнута на северном рубу заравни. Остаци су у облику основе уписаног крста, са четири масивна ступца која су носила куполу. Апсида је са спољашње стране полигонална, а са унутрашње полукружна. Остатке цркве чини троделна подела простора, а на јужном зиду се налази главни улаз. Зидана је од притесаног и тесаног пешчара. Очуван је под од мермерних плоча, осим у ђаконикону који је поплочан шестоугаоним опекама. У југозападном ступцу поткуполног простора је откривено место архијерејског трона. На предњој парапетној плочи трона је уклесан ктиторски натпис из 1579. године, рашког митрополита Силвестера. Манастирске грађевине су подигнуте са источне и западне стране, а спољни зидови су уједно чинили и оградни зид манастира. Манастир Св. Варваре, у народу познат као Рељина градина, је био средиште Рашке епископије, а око 1526. га је подигао рашки епископ Симеон. У њему су столовали митрополит Силвестер, а последњи међу њима је био митрополит Максим који је изабран за патријарха 1656. године. У централни регистар је уписан 2. октобра 2019. под бројем СК 2223, а у регистар Завода за заштиту споменика културе Краљево 18. септембра 2019. под бројем СК 263.